# Münchener Straße (Nürnberg)
Die Münchener Straße ist eine der Hauptausfallstraßen der Stadt Nürnberg auf der Trasse der Bundesstraße 8. Sie beginnt am „Platz der Opfer des Faschismus“ als Verlängerung der Hainstraße. Auf der östlichen Straßenseite befindet sich dort die Meistersingerhalle sowie der Luitpoldhain. Im weiteren Verlauf wird die Frankenstraße (westlich) bzw. Bayernstraße (östlich) überquert. Der nächste größere Abzweig befindet sich an der Nürnberg Messe in der Überleitung zur Otto-Bärnreuther-Straße. Später mündet von Osten die Schönlebenstraße aus Langwasser ein. Weiter südlich führt die Münchener Straße über die Bahn, bevor Sie mit der Trierer Straße (westlich) bzw. Zollhausstraße (östlich) eine große Kreuzung bildet. An der A 73 bzw. Südwesttangente geht die Münchener Straße in die Schwanstetter Straße über.